# Hylesinus varius
Hylésine du frêne
Espèce
Hylesinus varius, l'Hylésine du frêne, est une espèce d'insectes de l'ordre des coléoptères de la famille des Curculionidae, de la sous-famille des Scolytinae.

## Synonymes
- Hylesinus fraxini (Panzer, 1779)[1]
- Hylesinus haemorrhoidalis Marsham, 1802[1]
- Hylesinus henscheli Knotek, 1894[1]
- Hylesinus melanocephalus Fabricius, 1801[1]
- Hylesinus picipennis Stephens, 1836[1]
- Leperisinus fraxini (Panzer, 1799)[1]
- Leperisinus haemorrhoidalis Marsham, 1802[1]
- Leperisinus henscheli Knotek, 1894[1]
- Leperisinus melanocephalus Fabricius, 1801[1]
- Leperisinus varius (Fabricius, 1775)[1]